# صالح الحلي
السيد صالح بن حسين بن محمد الحلي (1289 هـ - 1359 هـ). هو رجل دين وخطيب حسيني وشاعر شيعي عراقي كان من مشاهير الخطباء في عصره كما كانت له مشاركات سياسيَّة بارزة في قضايا الثورة الدستورية حيث كان من مناصري الآخوند الخراساني.

## ولادته ونشأته الدينية
ولد عام 1289 هـ بمدينة الحلة العراقيَّة التي إليها نسبته الحلي، ونشأ فيها في سني حياته الأولى، وهاجر منها إلى مدينة النجف ليلتحق بحوزتها العلميَّة، فدرس علوم اللغة العربيَّة والمعاني والبيان على سعيد الحلي وعبد الحسين الجواهري، وتلقى مبادئ الفقه والأصول عن عدنان شبر الغريفي وجواد محيي الدين، ثم حضر المناهج المقررة في كتابي الرسائل والمكاسب عند علي بن باقر الجواهري، وبعدها واصل دراساته العليا في الحوزة فحضر دروس البحث الخارج لبعض أساتذة الحوزة المعروفين في ذلك الوقت، كمحمد طه نجف، وآغا رضا الهمداني، وآغا نور الاسترآبادي، والآخوند الخراساني. فكان في تلك السنين منصرفاً إلى الدراسات الحوزويَّة، ولم يكن في أولياته ذا صلة بالخطابة.

## خطابته وشعره
لا يُعلم تحديداً سر تحول الحلي من المسلك الحوزوي العلمي إلى المسلك الخطابي غير أنَّ بعض الكتاب والمؤرخين دونوا بعض الآراء والمرويات في هذا الشأن؛ فمنها ما عن الأديب العراقي جعفر الخليلي الذي يذكر أن الحلي كان حافظاً للقرآن ونهج البلاغة، وكان في أحد أيام شهر محرم - الذي يحيي فيه الشيعة الإثني عشريَّة ذكرى عاشوراء ويرتقي فيه خطباؤهم المنابر - حاضراً في بيت صديق له حيث دُعي أحد الخطباء ليرتقي المنبر، وحيث أن الخطيب المقرر مجيئه تأخر بالمجيء فقد ارتقى الحلي المنبر بدلاً عنه، فأنس في نفسه المقدرة على الخطابة، وزاده إعجاب المستمعين رغبة في الاستمرار.
وأما القول الثاني في هذا الشأن هو ما ذكره حيدر المرجاني في كتابه خطباء المنبر الحسيني حيث عزى الأمر إلى شظف العيش وشدة الحاجة والفقر المدقع، فاتخذ الخطابة مهنة ووسيلة للعيش الكريم وسد الحاجة ثم ثُنيت له الوسادة فصار من مشاهير الخطباء، وقد نقل داخل السيِّد حسن هذين القولين في معجم الخطباء، وعضَّد القول الأخير بقصة نقلها عن بعض أهل الخطابة الذين عاشوا مع الحلي، وملخصها أن الحلي كان في طريقه لكربلاء ماشياً على الأقدام مع بعض رفاقه إذ أقبلت عليهم امرأة ريفيَّة فسألت ذلك الموكب الديني الزائر: هل فيكم أحد يقرأ على الحسين؟ فرد الحلي بالإيجاب وأشار إلى نفسه، ومضى إلى الحي الذي تقطنه، وعقدت المجالس الدينية هناك حيث ارتقى فيها المنبر، وأقام عندهم أربعة أيام وفي منصرفه منهم أكرموه وأهدوا إليه مبلغاً من المال.

## نشاطه السياسي

### مشاركته في ثورة العشرين
من أوليات التاريخ السياسي للحلي كانت عندما انقدحت الشرارة الأولى للحرب العالميَّة، وخاضت الدولة العثمانيَّة غمارها إلى جانب حليفتها ألمانيا، واحتل الانگليز ثغر البصرة عام 1333 هـ، فهبَّ رجال الدين لمقارعة الانگليز، فتقدَّم محمد سعيد الحبوبي زاحفاً بقبائل الفرات الأوسط، والعشائر الجنوبيَّة نحو البصرة، وفي هذه الظروف السياسيَّة الحاميَّة كان الحلي خطيباً في مجالس البصرة لإحياء ذكرى عاشوراء، فدعى بخطبه إلى تعبئة المقاتلين وتحريض الجماهير على الالتحاق بجبهات القتال. ولما اندلعت ثورة العشرين ضد الإنگليز عام 1920 م كان الحلي يصول ويجول ويحرض في بغداد وضواحيها حتى وصل إلى مدينة بعقوبة، وتوغَّل في أريافها وقراها لمواصلة التحريض على القتال غير أن الإنگليز ترصدوا له وألقوا القبض عليه، ثم حكموا بنفيه وإبعاده عن طريق البصرة المحمرة، وجيء به مخفوراً حتى مرَّ على قصر الشيخ خزعل، فأغاثه وآواه. وأقام عند الشيخ خزعل قرابة الثمانية شهور حتى خمدت الثورة العراقيَّة، وأطلق سراحه ورجع إلى العراق، واتخذ الكوفة موطناً ومسكناً.

### مواقفه السياسيَّة بعد ثورة العشرين
انبرى في عام 1342 هـ يهاجم المدارس الحديثة، ويعرض بأعضائها على المنابر ويعلن أن المناهج التعليميَّة مخالفة للدين، فألقت السلطة القبض عليه في كربلاء، وأبعدته إلى البصرة والسيبة والفاو أكثر من خمسة أشهر ثم أُعيد للكوفة.
وفي عام 1352 هـ نفته الحكومة العراقيَّة إلى البصرة على أثر مشكلة الانتخابات البرلمانيَّة لأول مجلس نيابي تأسيسي للعراق الذي تريَّث علماء الشيعة في تأييده، وانبرى الحلي بمقاطعته، فأُبعد إلى البصرة مرة أخرى ستة أشهر ثم عاد إلى النجف.

### كتب
- معجم الخطباء. داخل السيد حسن، طبع بيروت - لبنان، عام 1996 م، منشورات المؤسسة العربية للطباعة والإعلام.

### إشارات مرجعية
1. ↑  كامل سلمان الجبوري (2003). معجم الأدباء من العصر الجاهلي حتى سنة 2002م. بيروت: دار الكتب العلمية. ج. 3. ص. 189. ISBN:978-2-7451-3694-7. LCCN:2003489875. OCLC:54614801. OL:21012293M. QID:Q111309344.
2. ↑  السيد حسن، داخل. معجم الخطباء - ج1. ص. 57.
3. ↑  السيد حسن، داخل. معجم الخطباء - ج1. ص. 58.
4. ↑  الخليلي، جعفر. هكذا عرفتهم - ج1. ص. 108.
5. ↑  المرجاني، حيدر. خطباء المنبر الحسيني - ج1. ص. 67.
6. ↑  السيد حسن، داخل. معجم الخطباء - ج1. ص. 61.
7. ↑  السيد حسن، داخل. معجم الخطباء - ج1. ص. 79.
8. ↑  السيد حسن، داخل. معجم الخطباء - ج1. ص. 80.
9. 1 2  
السيد حسن، داخل. معجم الخطباء - ج1. ص. 81.